# 宋冕 (明朝尚書)
宋冕，明朝政治人物、明朝戶部尚書。
洪武元年十二月，擔任开封府知府。洪武三年十一月，擔任戶部尚書。洪武四年，改任河南行省参政。同年，因胡惟庸舉薦，改任中书省参政。同年六月，改任江西按察司副使。洪武八年三月，再任戶部尚書。同年五月，改任陝西行省參政。